# United Cup 2023
La United Cup 2023 fue la primera edición de la United Cup, un torneo internacional de tenis mixto en canchas duras al aire libre organizado por la Asociación de Tenistas Profesionales (ATP) y la Asociación de Tenis Femenino (WTA).
Sirviendo como la apertura del ATP Tour 2023 y el WTA Tour 2023, se llevó a cabo del 29 de diciembre de 2022 al 8 de enero de 2023 en las ciudades australianas de Brisbane, Perth y Sídney. También fue el primer evento de equipos mixtos en ofrecer tanto puntos de clasificación ATP como de clasificación WTA a sus jugadores: un jugador podrá ganar un máximo de 500 puntos.

## Clasificación
18 países clasificaron de la siguiente manera:
- Seis países en función de la clasificación ATP de su jugador número uno clasificado en individuales.
- Seis países en función de la clasificación WTA de su jugador individual número uno clasificado.
- Los últimos seis países en función de la clasificación combinada de sus jugadores número uno de la ATP y la WTA.

Por ser la nación anfitriona, Australia tenía garantizado uno de los lugares reservados para los equipos con la mejor clasificación combinada si no lograba clasificarse por su cuenta.

## Distribución de puntos
| Ronda                         | Puntos por victoria vs. oponente clasificado | Puntos por victoria vs. oponente clasificado | Puntos por victoria vs. oponente clasificado | Puntos por victoria vs. oponente clasificado | Puntos por victoria vs. oponente clasificado | Puntos por victoria vs. oponente clasificado | Puntos por victoria vs. oponente clasificado |
| Ronda                         | n.º 1–10                                     | n.º 11–20                                    | n.º 21–30                                    | n.º 31–50                                    | n.º 51–100                                   | n.º 101–250                                  | n.º 251+                                     |
| ----------------------------- | -------------------------------------------- | -------------------------------------------- | -------------------------------------------- | -------------------------------------------- | -------------------------------------------- | -------------------------------------------- | -------------------------------------------- |
| Final                         | 180                                          | 140                                          | 120                                          | 90                                           | 60                                           | 40                                           | 35                                           |
| Semifinales                   | 130                                          | 105                                          | 90                                           | 60                                           | 40                                           | 35                                           | 25                                           |
| Final en la ciudad anfitriona | 80                                           | 65                                           | 55                                           | 40                                           | 35                                           | 25                                           | 20                                           |
| Fase de grupos                | 55                                           | 45                                           | 40                                           | 35                                           | 25                                           | 20                                           | 15                                           |

- Máximo 500 puntos[2]

## Participantes
Los dobles principales y sus suplentes se anunciaron el 9 de noviembre de 2022.
| #  | País            | n.º 1 WTA           | Ranking | n.º 1 ATP           | Ranking | n.º 2 WTA           | n.º 2 ATP             | Dobles WTA        | Dobles ATP             |
| -- | --------------- | ------------------- | ------- | ------------------- | ------- | ------------------- | --------------------- | ----------------- | ---------------------- |
| 1  | Grecia          | María Sákkari       | 6       | Stefanos Tsitsipas  | 3       | Despina Papamichail | Michail Pervolarakis  | Sapfo Sakellaridi | Petros Tsitsipas       |
| 2  | Polonia         | Iga Świątek         | 1       | Hubert Hurkacz      | 11      | Magda Linette       | Kacper Żuk            | Alicja Rosolska   | Łukasz Kubot           |
| 3  | Estados Unidos  | Jessica Pegula      | 3       | Taylor Fritz        | 9       | Madison Keys        | Frances Tiafoe        | Desirae Krawczyk  | Hunter Reese           |
| 4  | España          | Paula Badosa        | 13      | Rafael Nadal        | 2       | Nuria Párrizas      | Pablo Carreño         | Jessica Bouzas    | David Vega Hernández   |
| 5  | Italia          | Martina Trevisan    | 28      | Matteo Berrettini   | 16      | Lucia Bronzetti     | Lorenzo Musetti       | Nuria Brancaccio  | Andrea Vavassori       |
| 6  | Francia         | Caroline Garcia     | 4       | Arthur Rinderknech  | 44      | Alizé Cornet        | Adrian Mannarino      | Jessika Ponchet   | Édouard Roger-Vasselin |
| 7  | Australia       | Ajla Tomljanović    | 33      | Álex de Miñaur      | 24      | Zoe Hives           | Jason Kubler          | Samantha Stosur   | John Peers             |
| 8  | Croacia         | Petra Martić        | 39      | Borna Ćorić         | 26      | Donna Vekić         | Borna Gojo            | Petra Marčinko    | Matija Pecotic         |
| 9  | Suiza           | Belinda Bencic      | 12      | Stan Wawrinka       | 22 (PR) | Jil Teichmann       | Marc-Andrea Huesler   | Joanne Züger      | Alexander Ritschard    |
| 10 | Alemania        | Laura Siegemund     | 57 (PR) | Alexander Zverev    | 2 (PR)  | Jule Niemeier       | Oscar Otte            | Julia Lohoff      | Fabian Fallert         |
| 11 | Brasil          | Beatriz Haddad Maia | 15      | Thiago Monteiro     | 65      | Laura Pigossi       | Felipe Meligeni Alves | Luisa Stefani     | Rafael Matos           |
| 12 | Bélgica         | Elise Mertens       | 29      | David Goffin        | 53      | Alison van Uytvanck | Zizou Bergs           | Kirsten Flipkens  | Michael Geerts         |
| 13 | República Checa | Petra Kvitová       | 16      | Jiří Lehečka        | 74      | Marie Bouzková      | Tomáš Macháč          | Jesika Malečková  | Dalibor Svrčina        |
| 14 | Reino Unido     | Harriet Dart        | 98      | Cameron Norrie      | 14      | Katie Swan          | Daniel Evans          | Ella McDonald     | Jonny O'Mara           |
| 15 | Argentina       | Nadia Podoroska     | 39 (PR) | Francisco Cerúndolo | 30      | Lourdes Carlé       | Federico Coria        | Paula Ormaechea   | Andrés Molteni         |
| 16 | Noruega         | Ulrikke Eikeri      | 375     | Casper Ruud         | 4       | Malene Helgø        | Viktor Durasovic      | Lilly Haseth      | Andrea Petrovic        |
| 17 | Bulgaria        | Viktoriya Tomova    | 90      | Grigor Dimitrov     | 28      | Isabella Shinikova  | Dimitar Kuzmanov      | Gergana Topalova  | Alexander Lazarov      |
| 18 | Kazajistán      | Yulia Putintseva    | 52      | Aleksandr Búblik    | 37      | Zhibek Kulambayeva  | Timofey Skatov        | Gezal Ainitdinova | Grigoriy Lomakin       |

- Las clasificaciones son al 7 de noviembre de 2022.

### Bajas
Los siguientes jugadores se dieron de baja del torneo antes de su inicio:
- Nick Kyrgios
- Diego Schwartzman

## Fase de grupos
El sorteo de la United Cup se reveló el 10 de noviembre de 2022. Los 18 equipos se dividieron en seis grupos de tres equipos cada uno en un formato de todos contra todos. Los ganadores de cada grupo se clasificarán para la fase eliminatoria.

### Grupo A (Perth)
| Pos. | Países   | Puntos | Partidos | Sets  | Juegos  |
| ---- | -------- | ------ | -------- | ----- | ------- |
| 1.º  | Grecia   | 2-0    | 8-2      | 17-7  | 126-92  |
| 2.º  | Bulgaria | 1-1    | 4-6      | 12-13 | 104-111 |
| 3.º  | Bélgica  | 0-2    | 3-7      | 8-17  | 95-122  |

| | Bandera de Grecia   | Grecia                             | 4 | 1 | Bulgaria | Bandera de Bulgaria |
| --- | ------------------- | ---------------------------------- | - | - | -------- | ------------------- |
| RAC Arena, Perth, Australia 29 y 30 de diciembre de 2022 |                     |                                    |   |   |          |                     |
| \| 1 \| \| Despina Papamichail \| 3 \| 6 \| 6 \| \| 1 \| \| Isabella Shinikova \| 6 \| 4 \| 1 \| \| 2 \| \| Stefanos Tsitsipas \| 4 \| 6 \| 7 \| \| 2 \| \| Grigor Dimitrov \| 6 \| 2 \| 64 \| \| 3 \| \| María Sákkari \| 6 \| 6 \| \| \| 3 \| \| Viktoriya Tomova \| 3 \| 2 \| \| \| 4 \| \| Michail Pervolarakis \| 1 \| 1 \| \| \| 4 \| \| Dimitar Kuzmanov \| 6 \| 6 \| \| \| 5 \| \| María Sákkari / Stefanos Tsitsipas \| 6 \| 6 \| \| \| 5 \| \| Gergana Topalova / Adrian Andreev \| 4 \| 4 \| \| |                     |                                    |   |   |          |                     |
| 1 | Bandera de Grecia   | Despina Papamichail                | 3 | 6 | 6        |                     |
| 1 | Bandera de Bulgaria | Isabella Shinikova                 | 6 | 4 | 1        |                     |
| 2 | Bandera de Grecia   | Stefanos Tsitsipas                 | 4 | 6 | 7        |                     |
| 2 | Bandera de Bulgaria | Grigor Dimitrov                    | 6 | 2 | 64       |                     |
| 3 | Bandera de Grecia   | María Sákkari                      | 6 | 6 |          |                     |
| 3 | Bandera de Bulgaria | Viktoriya Tomova                   | 3 | 2 |          |                     |
| 4 | Bandera de Grecia   | Michail Pervolarakis               | 1 | 1 |          |                     |
| 4 | Bandera de Bulgaria | Dimitar Kuzmanov                   | 6 | 6 |          |                     |
| 5 | Bandera de Grecia   | María Sákkari / Stefanos Tsitsipas | 6 | 6 |          |                     |
| 5 | Bandera de Bulgaria | Gergana Topalova / Adrian Andreev  | 4 | 4 |          |                     |

| 1 | Bandera de Grecia   | Despina Papamichail                | 3 | 6 | 6  |
| 1 | Bandera de Bulgaria | Isabella Shinikova                 | 6 | 4 | 1  |
| 2 | Bandera de Grecia   | Stefanos Tsitsipas                 | 4 | 6 | 7  |
| 2 | Bandera de Bulgaria | Grigor Dimitrov                    | 6 | 2 | 64 |
| 3 | Bandera de Grecia   | María Sákkari                      | 6 | 6 |    |
| 3 | Bandera de Bulgaria | Viktoriya Tomova                   | 3 | 2 |    |
| 4 | Bandera de Grecia   | Michail Pervolarakis               | 1 | 1 |    |
| 4 | Bandera de Bulgaria | Dimitar Kuzmanov                   | 6 | 6 |    |
| 5 | Bandera de Grecia   | María Sákkari / Stefanos Tsitsipas | 6 | 6 |    |
| 5 | Bandera de Bulgaria | Gergana Topalova / Adrian Andreev  | 4 | 4 |    |

| | Bandera de Bélgica  | Bélgica                                | 2 | 3  | Bulgaria | Bandera de Bulgaria |
| --- | ------------------- | -------------------------------------- | - | -- | -------- | ------------------- |
| RAC Arena, Perth, Australia 31 de diciembre del 2022 y 1 de enero de 2023 |                     |                                        |   |    |          |                     |
| \| 1 \| \| Alison van Uytvanck \| 6 \| 3 \| 6 \| \| 1 \| \| Isabella Shinikova \| 1 \| 6 \| 3 \| \| 2 \| \| David Goffin \| 4 \| 5 \| \| \| 2 \| \| Grigor Dimitrov \| 6 \| 7 \| \| \| 3 \| \| Elise Mertens \| 6 \| 3 \| 6 \| \| 3 \| \| Gergana Topalova \| 4 \| 6 \| 0 \| \| 4 \| \| Zizou Bergs \| 2 \| 0 \| \| \| 4 \| \| Dimitar Kuzmanov \| 6 \| 6 \| \| \| 5 \| \| Elise Mertens / David Goffin \| 6 \| 65 \| [6] \| \| 5 \| \| Isabella Shinikova / Alexandar Lazarov \| 1 \| 7 \| [10] \| |                     |                                        |   |    |          |                     |
| 1 | Bandera de Bélgica  | Alison van Uytvanck                    | 6 | 3  | 6        |                     |
| 1 | Bandera de Bulgaria | Isabella Shinikova                     | 1 | 6  | 3        |                     |
| 2 | Bandera de Bélgica  | David Goffin                           | 4 | 5  |          |                     |
| 2 | Bandera de Bulgaria | Grigor Dimitrov                        | 6 | 7  |          |                     |
| 3 | Bandera de Bélgica  | Elise Mertens                          | 6 | 3  | 6        |                     |
| 3 | Bandera de Bulgaria | Gergana Topalova                       | 4 | 6  | 0        |                     |
| 4 | Bandera de Bélgica  | Zizou Bergs                            | 2 | 0  |          |                     |
| 4 | Bandera de Bulgaria | Dimitar Kuzmanov                       | 6 | 6  |          |                     |
| 5 | Bandera de Bélgica  | Elise Mertens / David Goffin           | 6 | 65 | [6]      |                     |
| 5 | Bandera de Bulgaria | Isabella Shinikova / Alexandar Lazarov | 1 | 7  | [10]     |                     |

| 1 | Bandera de Bélgica  | Alison van Uytvanck                    | 6 | 3  | 6    |
| 1 | Bandera de Bulgaria | Isabella Shinikova                     | 1 | 6  | 3    |
| 2 | Bandera de Bélgica  | David Goffin                           | 4 | 5  |      |
| 2 | Bandera de Bulgaria | Grigor Dimitrov                        | 6 | 7  |      |
| 3 | Bandera de Bélgica  | Elise Mertens                          | 6 | 3  | 6    |
| 3 | Bandera de Bulgaria | Gergana Topalova                       | 4 | 6  | 0    |
| 4 | Bandera de Bélgica  | Zizou Bergs                            | 2 | 0  |      |
| 4 | Bandera de Bulgaria | Dimitar Kuzmanov                       | 6 | 6  |      |
| 5 | Bandera de Bélgica  | Elise Mertens / David Goffin           | 6 | 65 | [6]  |
| 5 | Bandera de Bulgaria | Isabella Shinikova / Alexandar Lazarov | 1 | 7  | [10] |

| | Bandera de Grecia  | Grecia                             | 4 | 1 | Bélgica | Bandera de Bélgica |
| --- | ------------------ | ---------------------------------- | - | - | ------- | ------------------ |
| RAC Arena, Perth, Australia 2 y 3 de enero de 2023 |                    |                                    |   |   |         |                    |
| \| 1 \| \| Despina Papamichail \| 5 \| 6 \| 3 \| \| 1 \| \| Alison van Uytvanck \| 7 \| 2 \| 6 \| \| 2 \| \| Stefanos Tsitsipas \| 6 \| 6 \| \| \| 2 \| \| David Goffin \| 3 \| 2 \| \| \| 3 \| \| María Sákkari \| 6 \| 7 \| \| \| 3 \| \| Elise Mertens \| 1 \| 5 \| \| \| 4 \| \| Stefanos Sakellaridis \| 5 \| 6 \| 6 \| \| 4 \| \| Zizou Bergs \| 7 \| 1 \| 3 \| \| 5 \| \| María Sákkari / Stefanos Tsitsipas \| 6 \| 6 \| \| \| 5 \| \| Kirsten Flipkens / Michael Geerts \| 3 \| 2 \| \| |                    |                                    |   |   |         |                    |
| 1 | Bandera de Grecia  | Despina Papamichail                | 5 | 6 | 3       |                    |
| 1 | Bandera de Bélgica | Alison van Uytvanck                | 7 | 2 | 6       |                    |
| 2 | Bandera de Grecia  | Stefanos Tsitsipas                 | 6 | 6 |         |                    |
| 2 | Bandera de Bélgica | David Goffin                       | 3 | 2 |         |                    |
| 3 | Bandera de Grecia  | María Sákkari                      | 6 | 7 |         |                    |
| 3 | Bandera de Bélgica | Elise Mertens                      | 1 | 5 |         |                    |
| 4 | Bandera de Grecia  | Stefanos Sakellaridis              | 5 | 6 | 6       |                    |
| 4 | Bandera de Bélgica | Zizou Bergs                        | 7 | 1 | 3       |                    |
| 5 | Bandera de Grecia  | María Sákkari / Stefanos Tsitsipas | 6 | 6 |         |                    |
| 5 | Bandera de Bélgica | Kirsten Flipkens / Michael Geerts  | 3 | 2 |         |                    |

| 1 | Bandera de Grecia  | Despina Papamichail                | 5 | 6 | 3 |
| 1 | Bandera de Bélgica | Alison van Uytvanck                | 7 | 2 | 6 |
| 2 | Bandera de Grecia  | Stefanos Tsitsipas                 | 6 | 6 |   |
| 2 | Bandera de Bélgica | David Goffin                       | 3 | 2 |   |
| 3 | Bandera de Grecia  | María Sákkari                      | 6 | 7 |   |
| 3 | Bandera de Bélgica | Elise Mertens                      | 1 | 5 |   |
| 4 | Bandera de Grecia  | Stefanos Sakellaridis              | 5 | 6 | 6 |
| 4 | Bandera de Bélgica | Zizou Bergs                        | 7 | 1 | 3 |
| 5 | Bandera de Grecia  | María Sákkari / Stefanos Tsitsipas | 6 | 6 |   |
| 5 | Bandera de Bélgica | Kirsten Flipkens / Michael Geerts  | 3 | 2 |   |

### Grupo B (Brisbane)
| Pos. | Países     | Puntos | Partidos | Sets | Juegos |
| ---- | ---------- | ------ | -------- | ---- | ------ |
| 1.º  | Polonia    | 2-0    | 7-3      | 14-8 | 116-98 |
| 2.º  | Suiza      | 1-1    | 7-3      | 15-7 | 123-99 |
| 3.º  | Kazajistán | 0-2    | 1-9      | 4-18 | 86-128 |

| | Bandera de Suiza      | Suiza                                 | 5  | 0  | Kazajistán | Bandera de Kazajistán |
| --- | --------------------- | ------------------------------------- | -- | -- | ---------- | --------------------- |
| Pat Rafter Arena, Brisbane, Australia 29 y 30 de diciembre de 2022 |                       |                                       |    |    |            |                       |
| \| 1 \| \| Belinda Bencic \| 7 \| 6 \| \| \| 1 \| \| Yulia Putintseva \| 60 \| 3 \| \| \| 2 \| \| Marc-Andrea Huesler \| 4 \| 6 \| 6 \| \| 2 \| \| Timofey Skatov \| 6 \| 3 \| 3 \| \| 3 \| \| Stan Wawrinka \| 6 \| 7 \| \| \| 3 \| \| Aleksandr Búblik \| 3 \| 63 \| \| \| 4 \| \| Jil Teichmann \| 6 \| 6 \| \| \| 4 \| \| Zhibek Kulambayeva \| 3 \| 2 \| \| \| 5 \| \| Jil Teichmann / Marc-Andrea Huesler \| 79 \| 6 \| \| \| 5 \| \| Zhibek Kulambayeva / Aleksandr Búblik \| 67 \| 3 \| \| |                       |                                       |    |    |            |                       |
| 1 | Bandera de Suiza      | Belinda Bencic                        | 7  | 6  |            |                       |
| 1 | Bandera de Kazajistán | Yulia Putintseva                      | 60 | 3  |            |                       |
| 2 | Bandera de Suiza      | Marc-Andrea Huesler                   | 4  | 6  | 6          |                       |
| 2 | Bandera de Kazajistán | Timofey Skatov                        | 6  | 3  | 3          |                       |
| 3 | Bandera de Suiza      | Stan Wawrinka                         | 6  | 7  |            |                       |
| 3 | Bandera de Kazajistán | Aleksandr Búblik                      | 3  | 63 |            |                       |
| 4 | Bandera de Suiza      | Jil Teichmann                         | 6  | 6  |            |                       |
| 4 | Bandera de Kazajistán | Zhibek Kulambayeva                    | 3  | 2  |            |                       |
| 5 | Bandera de Suiza      | Jil Teichmann / Marc-Andrea Huesler   | 79 | 6  |            |                       |
| 5 | Bandera de Kazajistán | Zhibek Kulambayeva / Aleksandr Búblik | 67 | 3  |            |                       |

| 1 | Bandera de Suiza      | Belinda Bencic                        | 7  | 6  |   |
| 1 | Bandera de Kazajistán | Yulia Putintseva                      | 60 | 3  |   |
| 2 | Bandera de Suiza      | Marc-Andrea Huesler                   | 4  | 6  | 6 |
| 2 | Bandera de Kazajistán | Timofey Skatov                        | 6  | 3  | 3 |
| 3 | Bandera de Suiza      | Stan Wawrinka                         | 6  | 7  |   |
| 3 | Bandera de Kazajistán | Aleksandr Búblik                      | 3  | 63 |   |
| 4 | Bandera de Suiza      | Jil Teichmann                         | 6  | 6  |   |
| 4 | Bandera de Kazajistán | Zhibek Kulambayeva                    | 3  | 2  |   |
| 5 | Bandera de Suiza      | Jil Teichmann / Marc-Andrea Huesler   | 79 | 6  |   |
| 5 | Bandera de Kazajistán | Zhibek Kulambayeva / Aleksandr Búblik | 67 | 3  |   |

| | Bandera de Polonia    | Polonia                               | 4   | 1 | Kazajistán | Bandera de Kazajistán |
| --- | --------------------- | ------------------------------------- | --- | - | ---------- | --------------------- |
| Pat Rafter Arena, Brisbane, Australia 31 de diciembre de 2022 y 1 de enero de 2023 |                       |                                       |     |   |            |                       |
| \| 1 \| \| Iga Świątek \| 6 \| 6 \| \| \| 1 \| \| Yulia Putintseva \| 1 \| 3 \| \| \| 2 \| \| Daniel Michalski \| 67 \| 2 \| \| \| 2 \| \| Timofey Skatov \| 79 \| 6 \| \| \| 3 \| \| Hubert Hurkacz \| 710 \| 4 \| 6 \| \| 3 \| \| Aleksandr Búblik \| 68 \| 6 \| 3 \| \| 4 \| \| Magda Linette \| 6 \| 6 \| \| \| 4 \| \| Zhibek Kulambayeva \| 2 \| 1 \| \| \| 5 \| \| Iga Świątek / Hubert Hurkacz \| 6 \| 6 \| \| \| 5 \| \| Zhibek Kulambayeva / Grigoriy Lomakin \| 3 \| 4 \| \| |                       |                                       |     |   |            |                       |
| 1 | Bandera de Polonia    | Iga Świątek                           | 6   | 6 |            |                       |
| 1 | Bandera de Kazajistán | Yulia Putintseva                      | 1   | 3 |            |                       |
| 2 | Bandera de Polonia    | Daniel Michalski                      | 67  | 2 |            |                       |
| 2 | Bandera de Kazajistán | Timofey Skatov                        | 79  | 6 |            |                       |
| 3 | Bandera de Polonia    | Hubert Hurkacz                        | 710 | 4 | 6          |                       |
| 3 | Bandera de Kazajistán | Aleksandr Búblik                      | 68  | 6 | 3          |                       |
| 4 | Bandera de Polonia    | Magda Linette                         | 6   | 6 |            |                       |
| 4 | Bandera de Kazajistán | Zhibek Kulambayeva                    | 2   | 1 |            |                       |
| 5 | Bandera de Polonia    | Iga Świątek / Hubert Hurkacz          | 6   | 6 |            |                       |
| 5 | Bandera de Kazajistán | Zhibek Kulambayeva / Grigoriy Lomakin | 3   | 4 |            |                       |

| 1 | Bandera de Polonia    | Iga Świątek                           | 6   | 6 |   |
| 1 | Bandera de Kazajistán | Yulia Putintseva                      | 1   | 3 |   |
| 2 | Bandera de Polonia    | Daniel Michalski                      | 67  | 2 |   |
| 2 | Bandera de Kazajistán | Timofey Skatov                        | 79  | 6 |   |
| 3 | Bandera de Polonia    | Hubert Hurkacz                        | 710 | 4 | 6 |
| 3 | Bandera de Kazajistán | Aleksandr Búblik                      | 68  | 6 | 3 |
| 4 | Bandera de Polonia    | Magda Linette                         | 6   | 6 |   |
| 4 | Bandera de Kazajistán | Zhibek Kulambayeva                    | 2   | 1 |   |
| 5 | Bandera de Polonia    | Iga Świątek / Hubert Hurkacz          | 6   | 6 |   |
| 5 | Bandera de Kazajistán | Zhibek Kulambayeva / Grigoriy Lomakin | 3   | 4 |   |

| | Bandera de Polonia | Polonia                              | 3  | 2  | Suiza | Bandera de Suiza |
| --- | ------------------ | ------------------------------------ | -- | -- | ----- | ---------------- |
| Pat Rafter Arena, Brisbane, Australia 2 y 3 de enero de 2023 |                    |                                      |    |    |       |                  |
| \| 1 \| \| Iga Świątek \| 6 \| 7 \| \| \| 1 \| \| Belinda Bencic \| 3 \| 63 \| \| \| 2 \| \| Daniel Michalski \| 3 \| 2 \| \| \| 2 \| \| Marc-Andrea Huesler \| 6 \| 6 \| \| \| 3 \| \| Hubert Hurkacz \| 7 \| 6 \| \| \| 3 \| \| Stan Wawrinka \| 65 \| 4 \| \| \| 4 \| \| Magda Linette \| 5 \| 6 \| 6 \| \| 4 \| \| Jil Teichmann \| 7 \| 4 \| 1 \| \| 5 \| \| Alicja Rosolska / Kacper Żuk \| 5 \| 2 \| \| \| 5 \| \| Belinda Bencic / Marc-Andrea Huesler \| 7 \| 6 \| \| |                    |                                      |    |    |       |                  |
| 1 | Bandera de Polonia | Iga Świątek                          | 6  | 7  |       |                  |
| 1 | Bandera de Suiza   | Belinda Bencic                       | 3  | 63 |       |                  |
| 2 | Bandera de Polonia | Daniel Michalski                     | 3  | 2  |       |                  |
| 2 | Bandera de Suiza   | Marc-Andrea Huesler                  | 6  | 6  |       |                  |
| 3 | Bandera de Polonia | Hubert Hurkacz                       | 7  | 6  |       |                  |
| 3 | Bandera de Suiza   | Stan Wawrinka                        | 65 | 4  |       |                  |
| 4 | Bandera de Polonia | Magda Linette                        | 5  | 6  | 6     |                  |
| 4 | Bandera de Suiza   | Jil Teichmann                        | 7  | 4  | 1     |                  |
| 5 | Bandera de Polonia | Alicja Rosolska / Kacper Żuk         | 5  | 2  |       |                  |
| 5 | Bandera de Suiza   | Belinda Bencic / Marc-Andrea Huesler | 7  | 6  |       |                  |

| 1 | Bandera de Polonia | Iga Świątek                          | 6  | 7  |   |
| 1 | Bandera de Suiza   | Belinda Bencic                       | 3  | 63 |   |
| 2 | Bandera de Polonia | Daniel Michalski                     | 3  | 2  |   |
| 2 | Bandera de Suiza   | Marc-Andrea Huesler                  | 6  | 6  |   |
| 3 | Bandera de Polonia | Hubert Hurkacz                       | 7  | 6  |   |
| 3 | Bandera de Suiza   | Stan Wawrinka                        | 65 | 4  |   |
| 4 | Bandera de Polonia | Magda Linette                        | 5  | 6  | 6 |
| 4 | Bandera de Suiza   | Jil Teichmann                        | 7  | 4  | 1 |
| 5 | Bandera de Polonia | Alicja Rosolska / Kacper Żuk         | 5  | 2  |   |
| 5 | Bandera de Suiza   | Belinda Bencic / Marc-Andrea Huesler | 7  | 6  |   |

### Grupo C (Sídney)
| Pos. | Países          | Puntos | Partidos | Sets | Juegos |
| ---- | --------------- | ------ | -------- | ---- | ------ |
| 1.º  | Estados Unidos  | 2-0    | 9-1      | 18-4 | 105-71 |
| 2.º  | República Checa | 1-1    | 4-6      | 9-12 | 91-88  |
| 3.º  | Alemania        | 0-2    | 2-8      | 5-16 | 80-117 |

| | Bandera de Estados Unidos  | Estados Unidos                | 4  | 1  | República Checa | Bandera de República Checa |
| --- | -------------------------- | ----------------------------- | -- | -- | --------------- | -------------------------- |
| Ken Rosewall Arena, Sídney, Australia 29 y 30 de diciembre de 2022 |                            |                               |    |    |                 |                            |
| \| 1 \| \| Taylor Fritz \| 6 \| 6 \| \| \| 1 \| \| Jiří Lehečka \| 3 \| 4 \| \| \| 2 \| \| Madison Keys \| 6 \| 6 \| \| \| 2 \| \| Marie Bouzková \| 4 \| 3 \| \| \| 3 \| \| Jessica Pegula \| 6 \| 4 \| \| \| 3 \| \| Petra Kvitová \| 78 \| 6 \| \| \| 4 \| \| Frances Tiafoe \| 6 \| 2 \| \| \| 4 \| \| Tomáš Macháč \| 3 \| 4r \| \| \| 5 \| \| Jessica Pegula / Taylor Fritz \| 2 \| 6 \| [10] \| \| 5 \| \| Marie Bouzková / Jiří Lehečka \| 6 \| 3 \| [7] \| |                            |                               |    |    |                 |                            |
| 1 | Bandera de Estados Unidos  | Taylor Fritz                  | 6  | 6  |                 |                            |
| 1 | Bandera de República Checa | Jiří Lehečka                  | 3  | 4  |                 |                            |
| 2 | Bandera de Estados Unidos  | Madison Keys                  | 6  | 6  |                 |                            |
| 2 | Bandera de República Checa | Marie Bouzková                | 4  | 3  |                 |                            |
| 3 | Bandera de Estados Unidos  | Jessica Pegula                | 6  | 4  |                 |                            |
| 3 | Bandera de República Checa | Petra Kvitová                 | 78 | 6  |                 |                            |
| 4 | Bandera de Estados Unidos  | Frances Tiafoe                | 6  | 2  |                 |                            |
| 4 | Bandera de República Checa | Tomáš Macháč                  | 3  | 4r |                 |                            |
| 5 | Bandera de Estados Unidos  | Jessica Pegula / Taylor Fritz | 2  | 6  | [10]            |                            |
| 5 | Bandera de República Checa | Marie Bouzková / Jiří Lehečka | 6  | 3  | [7]             |                            |

| 1 | Bandera de Estados Unidos  | Taylor Fritz                  | 6  | 6  |      |
| 1 | Bandera de República Checa | Jiří Lehečka                  | 3  | 4  |      |
| 2 | Bandera de Estados Unidos  | Madison Keys                  | 6  | 6  |      |
| 2 | Bandera de República Checa | Marie Bouzková                | 4  | 3  |      |
| 3 | Bandera de Estados Unidos  | Jessica Pegula                | 6  | 4  |      |
| 3 | Bandera de República Checa | Petra Kvitová                 | 78 | 6  |      |
| 4 | Bandera de Estados Unidos  | Frances Tiafoe                | 6  | 2  |      |
| 4 | Bandera de República Checa | Tomáš Macháč                  | 3  | 4r |      |
| 5 | Bandera de Estados Unidos  | Jessica Pegula / Taylor Fritz | 2  | 6  | [10] |
| 5 | Bandera de República Checa | Marie Bouzková / Jiří Lehečka | 6  | 3  | [7]  |

| | Bandera de Alemania        | Alemania                           | 2  | 3  | República Checa | Bandera de República Checa |
| --- | -------------------------- | ---------------------------------- | -- | -- | --------------- | -------------------------- |
| Ken Rosewall Arena, Sídney, Australia 31 de diciembre de 2022 y 1 de enero de 2023 |                            |                                    |    |    |                 |                            |
| \| 1 \| \| Alexander Zverev \| 4 \| 2 \| \| \| 1 \| \| Jiří Lehečka \| 6 \| 6 \| \| \| 2 \| \| Jule Niemeier \| 2 \| 5 \| \| \| 2 \| \| Marie Bouzková \| 6 \| 7 \| \| \| 3 \| \| Laura Siegemund \| 4 \| 2 \| \| \| 3 \| \| Petra Kvitová \| 6 \| 6 \| \| \| 4 \| \| Oscar Otte \| 7 \| 6 \| \| \| 4 \| \| Dalibor Svrčina \| 61 \| 2 \| \| \| 5 \| \| Laura Siegemund / Alexander Zverev \| 6 \| 7 \| \| \| 5 \| \| Marie Bouzková / Jiří Lehečka \| 4 \| 61 \| \| |                            |                                    |    |    |                 |                            |
| 1 | Bandera de Alemania        | Alexander Zverev                   | 4  | 2  |                 |                            |
| 1 | Bandera de República Checa | Jiří Lehečka                       | 6  | 6  |                 |                            |
| 2 | Bandera de Alemania        | Jule Niemeier                      | 2  | 5  |                 |                            |
| 2 | Bandera de República Checa | Marie Bouzková                     | 6  | 7  |                 |                            |
| 3 | Bandera de Alemania        | Laura Siegemund                    | 4  | 2  |                 |                            |
| 3 | Bandera de República Checa | Petra Kvitová                      | 6  | 6  |                 |                            |
| 4 | Bandera de Alemania        | Oscar Otte                         | 7  | 6  |                 |                            |
| 4 | Bandera de República Checa | Dalibor Svrčina                    | 61 | 2  |                 |                            |
| 5 | Bandera de Alemania        | Laura Siegemund / Alexander Zverev | 6  | 7  |                 |                            |
| 5 | Bandera de República Checa | Marie Bouzková / Jiří Lehečka      | 4  | 61 |                 |                            |

| 1 | Bandera de Alemania        | Alexander Zverev                   | 4  | 2  |  |
| 1 | Bandera de República Checa | Jiří Lehečka                       | 6  | 6  |  |
| 2 | Bandera de Alemania        | Jule Niemeier                      | 2  | 5  |  |
| 2 | Bandera de República Checa | Marie Bouzková                     | 6  | 7  |  |
| 3 | Bandera de Alemania        | Laura Siegemund                    | 4  | 2  |  |
| 3 | Bandera de República Checa | Petra Kvitová                      | 6  | 6  |  |
| 4 | Bandera de Alemania        | Oscar Otte                         | 7  | 6  |  |
| 4 | Bandera de República Checa | Dalibor Svrčina                    | 61 | 2  |  |
| 5 | Bandera de Alemania        | Laura Siegemund / Alexander Zverev | 6  | 7  |  |
| 5 | Bandera de República Checa | Marie Bouzková / Jiří Lehečka      | 4  | 61 |  |

| | Bandera de Estados Unidos | Estados Unidos                    | 5  | 0 | Alemania | Bandera de Alemania |
| --- | ------------------------- | --------------------------------- | -- | - | -------- | ------------------- |
| Ken Rosewall Arena, Sídney, Australia 2 y 3 de enero de 2023 |                           |                                   |    |   |          |                     |
| \| 1 \| \| Taylor Fritz \| 6 \| 6 \| \| \| 1 \| \| Alexander Zverev \| 1 \| 4 \| \| \| 2 \| \| Madison Keys \| 6 \| 6 \| \| \| 2 \| \| Jule Niemeier \| 2 \| 3 \| \| \| 3 \| \| Jessica Pegula \| 6 \| 6 \| \| \| 3 \| \| Laura Siegemund \| 3 \| 2 \| \| \| 4 \| \| Frances Tiafoe \| 7 \| 6 \| \| \| 4 \| \| Oscar Otte \| 5 \| 4 \| \| \| 5 \| \| Jessica Pegula / Frances Tiafoe \| 65 \| 6 \| [10] \| \| 5 \| \| Laura Siegemund / Daniel Altmaier \| 7 \| 4 \| [7] \| |                           |                                   |    |   |          |                     |
| 1 | Bandera de Estados Unidos | Taylor Fritz                      | 6  | 6 |          |                     |
| 1 | Bandera de Alemania       | Alexander Zverev                  | 1  | 4 |          |                     |
| 2 | Bandera de Estados Unidos | Madison Keys                      | 6  | 6 |          |                     |
| 2 | Bandera de Alemania       | Jule Niemeier                     | 2  | 3 |          |                     |
| 3 | Bandera de Estados Unidos | Jessica Pegula                    | 6  | 6 |          |                     |
| 3 | Bandera de Alemania       | Laura Siegemund                   | 3  | 2 |          |                     |
| 4 | Bandera de Estados Unidos | Frances Tiafoe                    | 7  | 6 |          |                     |
| 4 | Bandera de Alemania       | Oscar Otte                        | 5  | 4 |          |                     |
| 5 | Bandera de Estados Unidos | Jessica Pegula / Frances Tiafoe   | 65 | 6 | [10]     |                     |
| 5 | Bandera de Alemania       | Laura Siegemund / Daniel Altmaier | 7  | 4 | [7]      |                     |

| 1 | Bandera de Estados Unidos | Taylor Fritz                      | 6  | 6 |      |
| 1 | Bandera de Alemania       | Alexander Zverev                  | 1  | 4 |      |
| 2 | Bandera de Estados Unidos | Madison Keys                      | 6  | 6 |      |
| 2 | Bandera de Alemania       | Jule Niemeier                     | 2  | 3 |      |
| 3 | Bandera de Estados Unidos | Jessica Pegula                    | 6  | 6 |      |
| 3 | Bandera de Alemania       | Laura Siegemund                   | 3  | 2 |      |
| 4 | Bandera de Estados Unidos | Frances Tiafoe                    | 7  | 6 |      |
| 4 | Bandera de Alemania       | Oscar Otte                        | 5  | 4 |      |
| 5 | Bandera de Estados Unidos | Jessica Pegula / Frances Tiafoe   | 65 | 6 | [10] |
| 5 | Bandera de Alemania       | Laura Siegemund / Daniel Altmaier | 7  | 4 | [7]  |

### Grupo D (Sídney)
| Pos. | Países      | Puntos | Partidos | Sets  | Juegos  |
| ---- | ----------- | ------ | -------- | ----- | ------- |
| 1.º  | Reino Unido | 2-0    | 7-3      | 15-10 | 122-108 |
| 2.º  | Australia   | 1-1    | 5-5      | 10-12 | 99-108  |
| 3.º  | España      | 0-2    | 3-7      | 12-15 | 114-119 |

| | Bandera de Australia    | Australia                    | 2  | 3  | Reino Unido | Bandera del Reino Unido |
| --- | ----------------------- | ---------------------------- | -- | -- | ----------- | ----------------------- |
| Ken Rosewall Arena, Sídney, Australia 29 y 30 de diciembre de 2022 |                         |                              |    |    |             |                         |
| \| 1 \| \| Álex de Miñaur \| 3 \| 3 \| \| \| 1 \| \| Cameron Norrie \| 6 \| 6 \| \| \| 2 \| \| Zoe Hives \| 4 \| 3 \| \| \| 2 \| \| Katie Swan \| 6 \| 6 \| \| \| 3 \| \| Maddison Inglis \| 4 \| 4 \| \| \| 3 \| \| Harriet Dart \| 6 \| 6 \| \| \| 4 \| \| Jason Kubler \| 6 \| 7 \| \| \| 4 \| \| Daniel Evans \| 3 \| 63 \| \| \| 5 \| \| Samantha Stosur / John Peers \| 7 \| 6 \| \| \| 5 \| \| Harriet Dart / Jonny O'Mara \| 64 \| 4 \| \| |                         |                              |    |    |             |                         |
| 1 | Bandera de Australia    | Álex de Miñaur               | 3  | 3  |             |                         |
| 1 | Bandera del Reino Unido | Cameron Norrie               | 6  | 6  |             |                         |
| 2 | Bandera de Australia    | Zoe Hives                    | 4  | 3  |             |                         |
| 2 | Bandera del Reino Unido | Katie Swan                   | 6  | 6  |             |                         |
| 3 | Bandera de Australia    | Maddison Inglis              | 4  | 4  |             |                         |
| 3 | Bandera del Reino Unido | Harriet Dart                 | 6  | 6  |             |                         |
| 4 | Bandera de Australia    | Jason Kubler                 | 6  | 7  |             |                         |
| 4 | Bandera del Reino Unido | Daniel Evans                 | 3  | 63 |             |                         |
| 5 | Bandera de Australia    | Samantha Stosur / John Peers | 7  | 6  |             |                         |
| 5 | Bandera del Reino Unido | Harriet Dart / Jonny O'Mara  | 64 | 4  |             |                         |

| 1 | Bandera de Australia    | Álex de Miñaur               | 3  | 3  |  |
| 1 | Bandera del Reino Unido | Cameron Norrie               | 6  | 6  |  |
| 2 | Bandera de Australia    | Zoe Hives                    | 4  | 3  |  |
| 2 | Bandera del Reino Unido | Katie Swan                   | 6  | 6  |  |
| 3 | Bandera de Australia    | Maddison Inglis              | 4  | 4  |  |
| 3 | Bandera del Reino Unido | Harriet Dart                 | 6  | 6  |  |
| 4 | Bandera de Australia    | Jason Kubler                 | 6  | 7  |  |
| 4 | Bandera del Reino Unido | Daniel Evans                 | 3  | 63 |  |
| 5 | Bandera de Australia    | Samantha Stosur / John Peers | 7  | 6  |  |
| 5 | Bandera del Reino Unido | Harriet Dart / Jonny O'Mara  | 64 | 4  |  |

| | Bandera de España       | España                                | 1  | 4  | Reino Unido | Bandera del Reino Unido |
| --- | ----------------------- | ------------------------------------- | -- | -- | ----------- | ----------------------- |
| Ken Rosewall Arena, Sídney, Australia 31 de diciembre de 2022 y 1 de enero de 2023 |                         |                                       |    |    |             |                         |
| \| 1 \| \| Rafael Nadal \| 6 \| 3 \| 4 \| \| 1 \| \| Cameron Norrie \| 3 \| 6 \| 6 \| \| 2 \| \| Nuria Párrizas \| 6 \| 1 \| 2 \| \| 2 \| \| Katie Swan \| 3 \| 6 \| 6 \| \| 3 \| \| Paula Badosa \| 6 \| 7 \| 6 \| \| 3 \| \| Harriet Dart \| 78 \| 65 \| 1 \| \| 4 \| \| Albert Ramos \| 3 \| 6 \| 3 \| \| 4 \| \| Daniel Evans \| 6 \| 1 \| 6 \| \| 5 \| \| Jéssica Bouzas / David Vega Hernández \| 6 \| 2 \| [5] \| \| 5 \| \| Harriet Dart / Jonny O'Mara \| 3 \| 6 \| [10] \| |                         |                                       |    |    |             |                         |
| 1 | Bandera de España       | Rafael Nadal                          | 6  | 3  | 4           |                         |
| 1 | Bandera del Reino Unido | Cameron Norrie                        | 3  | 6  | 6           |                         |
| 2 | Bandera de España       | Nuria Párrizas                        | 6  | 1  | 2           |                         |
| 2 | Bandera del Reino Unido | Katie Swan                            | 3  | 6  | 6           |                         |
| 3 | Bandera de España       | Paula Badosa                          | 6  | 7  | 6           |                         |
| 3 | Bandera del Reino Unido | Harriet Dart                          | 78 | 65 | 1           |                         |
| 4 | Bandera de España       | Albert Ramos                          | 3  | 6  | 3           |                         |
| 4 | Bandera del Reino Unido | Daniel Evans                          | 6  | 1  | 6           |                         |
| 5 | Bandera de España       | Jéssica Bouzas / David Vega Hernández | 6  | 2  | [5]         |                         |
| 5 | Bandera del Reino Unido | Harriet Dart / Jonny O'Mara           | 3  | 6  | [10]        |                         |

| 1 | Bandera de España       | Rafael Nadal                          | 6  | 3  | 4    |
| 1 | Bandera del Reino Unido | Cameron Norrie                        | 3  | 6  | 6    |
| 2 | Bandera de España       | Nuria Párrizas                        | 6  | 1  | 2    |
| 2 | Bandera del Reino Unido | Katie Swan                            | 3  | 6  | 6    |
| 3 | Bandera de España       | Paula Badosa                          | 6  | 7  | 6    |
| 3 | Bandera del Reino Unido | Harriet Dart                          | 78 | 65 | 1    |
| 4 | Bandera de España       | Albert Ramos                          | 3  | 6  | 3    |
| 4 | Bandera del Reino Unido | Daniel Evans                          | 6  | 1  | 6    |
| 5 | Bandera de España       | Jéssica Bouzas / David Vega Hernández | 6  | 2  | [5]  |
| 5 | Bandera del Reino Unido | Harriet Dart / Jonny O'Mara           | 3  | 6  | [10] |

| | Bandera de España    | España                                | 2 | 3 | Australia | Bandera de Australia |
| --- | -------------------- | ------------------------------------- | - | - | --------- | -------------------- |
| Ken Rosewall Arena, Sídney, Australia 2 y 3 de enero de 2023 |                      |                                       |   |   |           |                      |
| \| 1 \| \| Rafael Nadal \| 6 \| 1 \| 5 \| \| 1 \| \| Álex de Miñaur \| 3 \| 6 \| 7 \| \| 2 \| \| Nuria Párrizas \| 6 \| 6 \| \| \| 2 \| \| Maddison Inglis \| 1 \| 3 \| \| \| 3 \| \| Jéssica Bouzas \| 6 \| 6 \| \| \| 3 \| \| Olivia Gadecki \| 2 \| 2 \| \| \| 4 \| \| Albert Ramos \| 3 \| 6 \| 3 \| \| 4 \| \| Jason Kubler \| 6 \| 4 \| 6 \| \| 5 \| \| Jéssica Bouzas / David Vega Hernández \| 2 \| 3 \| \| \| 5 \| \| Samantha Stosur / John Peers \| 6 \| 6 \| \| |                      |                                       |   |   |           |                      |
| 1 | Bandera de España    | Rafael Nadal                          | 6 | 1 | 5         |                      |
| 1 | Bandera de Australia | Álex de Miñaur                        | 3 | 6 | 7         |                      |
| 2 | Bandera de España    | Nuria Párrizas                        | 6 | 6 |           |                      |
| 2 | Bandera de Australia | Maddison Inglis                       | 1 | 3 |           |                      |
| 3 | Bandera de España    | Jéssica Bouzas                        | 6 | 6 |           |                      |
| 3 | Bandera de Australia | Olivia Gadecki                        | 2 | 2 |           |                      |
| 4 | Bandera de España    | Albert Ramos                          | 3 | 6 | 3         |                      |
| 4 | Bandera de Australia | Jason Kubler                          | 6 | 4 | 6         |                      |
| 5 | Bandera de España    | Jéssica Bouzas / David Vega Hernández | 2 | 3 |           |                      |
| 5 | Bandera de Australia | Samantha Stosur / John Peers          | 6 | 6 |           |                      |

| 1 | Bandera de España    | Rafael Nadal                          | 6 | 1 | 5 |
| 1 | Bandera de Australia | Álex de Miñaur                        | 3 | 6 | 7 |
| 2 | Bandera de España    | Nuria Párrizas                        | 6 | 6 |   |
| 2 | Bandera de Australia | Maddison Inglis                       | 1 | 3 |   |
| 3 | Bandera de España    | Jéssica Bouzas                        | 6 | 6 |   |
| 3 | Bandera de Australia | Olivia Gadecki                        | 2 | 2 |   |
| 4 | Bandera de España    | Albert Ramos                          | 3 | 6 | 3 |
| 4 | Bandera de Australia | Jason Kubler                          | 6 | 4 | 6 |
| 5 | Bandera de España    | Jéssica Bouzas / David Vega Hernández | 2 | 3 |   |
| 5 | Bandera de Australia | Samantha Stosur / John Peers          | 6 | 6 |   |

### Grupo E (Brisbane)
| Pos. | Países  | Puntos | Partidos | Sets | Juegos |
| ---- | ------- | ------ | -------- | ---- | ------ |
| 1.º  | Italia  | 2-0    | 8-2      | 17-5 | 117-91 |
| 2.º  | Brasil  | 1-1    | 6-4      | 12-9 | 98-90  |
| 3.º  | Noruega | 0-2    | 1-9      | 3-18 | 87-121 |

| | Bandera de Italia | Italia                                | 3 | 2  | Brasil | Bandera de Brasil |
| --- | ----------------- | ------------------------------------- | - | -- | ------ | ----------------- |
| Pat Rafter Arena, Brisbane, Australia 29 y 30 de diciembre de 2022 |                   |                                       |   |    |        |                   |
| \| 1 \| \| Martina Trevisan \| 2 \| 0 \| \| \| 1 \| \| Beatriz Haddad Maia \| 6 \| 6 \| \| \| 2 \| \| Lorenzo Musetti \| 6 \| 6 \| \| \| 2 \| \| Felipe Meligeni Alves \| 3 \| 4 \| \| \| 3 \| \| Matteo Berrettini \| 6 \| 79 \| \| \| 3 \| \| Thiago Monteiro \| 4 \| 67 \| \| \| 4 \| \| Lucia Bronzetti \| 6 \| 6 \| \| \| 4 \| \| Laura Pigossi \| 0 \| 2 \| \| \| 5 \| \| Camilla Rosatello / Matteo Berrettini \| 4 \| 7 \| [4] \| \| 5 \| \| Luisa Stefani / Rafael Matos \| 6 \| 64 \| [10] \| |                   |                                       |   |    |        |                   |
| 1 | Bandera de Italia | Martina Trevisan                      | 2 | 0  |        |                   |
| 1 | Bandera de Brasil | Beatriz Haddad Maia                   | 6 | 6  |        |                   |
| 2 | Bandera de Italia | Lorenzo Musetti                       | 6 | 6  |        |                   |
| 2 | Bandera de Brasil | Felipe Meligeni Alves                 | 3 | 4  |        |                   |
| 3 | Bandera de Italia | Matteo Berrettini                     | 6 | 79 |        |                   |
| 3 | Bandera de Brasil | Thiago Monteiro                       | 4 | 67 |        |                   |
| 4 | Bandera de Italia | Lucia Bronzetti                       | 6 | 6  |        |                   |
| 4 | Bandera de Brasil | Laura Pigossi                         | 0 | 2  |        |                   |
| 5 | Bandera de Italia | Camilla Rosatello / Matteo Berrettini | 4 | 7  | [4]    |                   |
| 5 | Bandera de Brasil | Luisa Stefani / Rafael Matos          | 6 | 64 | [10]   |                   |

| 1 | Bandera de Italia | Martina Trevisan                      | 2 | 0  |      |
| 1 | Bandera de Brasil | Beatriz Haddad Maia                   | 6 | 6  |      |
| 2 | Bandera de Italia | Lorenzo Musetti                       | 6 | 6  |      |
| 2 | Bandera de Brasil | Felipe Meligeni Alves                 | 3 | 4  |      |
| 3 | Bandera de Italia | Matteo Berrettini                     | 6 | 79 |      |
| 3 | Bandera de Brasil | Thiago Monteiro                       | 4 | 67 |      |
| 4 | Bandera de Italia | Lucia Bronzetti                       | 6 | 6  |      |
| 4 | Bandera de Brasil | Laura Pigossi                         | 0 | 2  |      |
| 5 | Bandera de Italia | Camilla Rosatello / Matteo Berrettini | 4 | 7  | [4]  |
| 5 | Bandera de Brasil | Luisa Stefani / Rafael Matos          | 6 | 64 | [10] |

| | Bandera de Brasil  | Brasil                            | 4 | 1 | Noruega | Bandera de Noruega |
| --- | ------------------ | --------------------------------- | - | - | ------- | ------------------ |
| Pat Rafter Arena, Brisbane, Australia 31 de diciembre de 2022 y 1 de enero de 2023 |                    |                                   |   |   |         |                    |
| \| 1 \| \| Beatriz Haddad Maia \| 6 \| 6 \| \| \| 1 \| \| Malene Helgø \| 4 \| 2 \| \| \| 2 \| \| Felipe Meligeni Alves \| 6 \| 6 \| \| \| 2 \| \| Viktor Durasovic \| 3 \| 3 \| \| \| 3 \| \| Thiago Monteiro \| 3 \| 2 \| \| \| 3 \| \| Casper Ruud \| 6 \| 6 \| \| \| 4 \| \| Laura Pigossi \| 6 \| 6 \| \| \| 4 \| \| Ulrike Eikkeri \| 3 \| 4 \| \| \| 5 \| \| Luisa Stefani / Rafael Matos \| 6 \| 7 \| \| \| 5 \| \| Ulrike Eikkeri / Viktor Durasovic \| 4 \| 5 \| \| |                    |                                   |   |   |         |                    |
| 1 | Bandera de Brasil  | Beatriz Haddad Maia               | 6 | 6 |         |                    |
| 1 | Bandera de Noruega | Malene Helgø                      | 4 | 2 |         |                    |
| 2 | Bandera de Brasil  | Felipe Meligeni Alves             | 6 | 6 |         |                    |
| 2 | Bandera de Noruega | Viktor Durasovic                  | 3 | 3 |         |                    |
| 3 | Bandera de Brasil  | Thiago Monteiro                   | 3 | 2 |         |                    |
| 3 | Bandera de Noruega | Casper Ruud                       | 6 | 6 |         |                    |
| 4 | Bandera de Brasil  | Laura Pigossi                     | 6 | 6 |         |                    |
| 4 | Bandera de Noruega | Ulrike Eikkeri                    | 3 | 4 |         |                    |
| 5 | Bandera de Brasil  | Luisa Stefani / Rafael Matos      | 6 | 7 |         |                    |
| 5 | Bandera de Noruega | Ulrike Eikkeri / Viktor Durasovic | 4 | 5 |         |                    |

| 1 | Bandera de Brasil  | Beatriz Haddad Maia               | 6 | 6 |  |
| 1 | Bandera de Noruega | Malene Helgø                      | 4 | 2 |  |
| 2 | Bandera de Brasil  | Felipe Meligeni Alves             | 6 | 6 |  |
| 2 | Bandera de Noruega | Viktor Durasovic                  | 3 | 3 |  |
| 3 | Bandera de Brasil  | Thiago Monteiro                   | 3 | 2 |  |
| 3 | Bandera de Noruega | Casper Ruud                       | 6 | 6 |  |
| 4 | Bandera de Brasil  | Laura Pigossi                     | 6 | 6 |  |
| 4 | Bandera de Noruega | Ulrike Eikkeri                    | 3 | 4 |  |
| 5 | Bandera de Brasil  | Luisa Stefani / Rafael Matos      | 6 | 7 |  |
| 5 | Bandera de Noruega | Ulrike Eikkeri / Viktor Durasovic | 4 | 5 |  |

| | Bandera de Italia  | Italia                              | 5  | 0 | Noruega | Bandera de Noruega |
| --- | ------------------ | ----------------------------------- | -- | - | ------- | ------------------ |
| Pat Rafter Arena, Brisbane, Australia 2 y 3 de enero de 2023 1.ª sesión |                    |                                     |    |   |         |                    |
| \| 1 \| \| Martina Trevisan \| 7 \| 3 \| 6 \| \| \| 1 \| \| Malene Helgø \| 5 \| 6 \| 4 \| \| \| 2 \| \| Lorenzo Musetti \| 79 \| 6 \| \| \| \| 2 \| \| Viktor Durasovic \| 67 \| 3 \| \| \| \| 3 \| \| Matteo Berrettini \| 6 \| 6 \| \| \| \| 3 \| \| Casper Ruud \| 4 \| 4 \| \| \| \| 4 \| \| Lucia Bronzetti \| 6 \| 7 \| \| \| \| 4 \| \| Ulrikke Eikeri \| 2 \| 5 \| \| \| \| 5 \| \| Camilla Rosatello / Lorenzo Musetti \| 78 \| 6 \| \| \| \| 5 \| \| Ulrikke Eikeri / Viktor Durasovic \| 6 \| 2 \| \| \| |                    |                                     |    |   |         |                    |
| 1 | Bandera de Italia  | Martina Trevisan                    | 7  | 3 | 6       |                    |
| 1 | Bandera de Noruega | Malene Helgø                        | 5  | 6 | 4       |                    |
| 2 | Bandera de Italia  | Lorenzo Musetti                     | 79 | 6 |         |                    |
| 2 | Bandera de Noruega | Viktor Durasovic                    | 67 | 3 |         |                    |
| 3 | Bandera de Italia  | Matteo Berrettini                   | 6  | 6 |         |                    |
| 3 | Bandera de Noruega | Casper Ruud                         | 4  | 4 |         |                    |
| 4 | Bandera de Italia  | Lucia Bronzetti                     | 6  | 7 |         |                    |
| 4 | Bandera de Noruega | Ulrikke Eikeri                      | 2  | 5 |         |                    |
| 5 | Bandera de Italia  | Camilla Rosatello / Lorenzo Musetti | 78 | 6 |         |                    |
| 5 | Bandera de Noruega | Ulrikke Eikeri / Viktor Durasovic   | 6  | 2 |         |                    |

| 1 | Bandera de Italia  | Martina Trevisan                    | 7  | 3 | 6 |  |
| 1 | Bandera de Noruega | Malene Helgø                        | 5  | 6 | 4 |  |
| 2 | Bandera de Italia  | Lorenzo Musetti                     | 79 | 6 |   |  |
| 2 | Bandera de Noruega | Viktor Durasovic                    | 67 | 3 |   |  |
| 3 | Bandera de Italia  | Matteo Berrettini                   | 6  | 6 |   |  |
| 3 | Bandera de Noruega | Casper Ruud                         | 4  | 4 |   |  |
| 4 | Bandera de Italia  | Lucia Bronzetti                     | 6  | 7 |   |  |
| 4 | Bandera de Noruega | Ulrikke Eikeri                      | 2  | 5 |   |  |
| 5 | Bandera de Italia  | Camilla Rosatello / Lorenzo Musetti | 78 | 6 |   |  |
| 5 | Bandera de Noruega | Ulrikke Eikeri / Viktor Durasovic   | 6  | 2 |   |  |

### Grupo F (Perth)
| Pos. | Países    | Puntos | Partidos | Sets | Juegos  |
| ---- | --------- | ------ | -------- | ---- | ------- |
| 1.º  | Croacia   | 2-0    | 8-2      | 16-7 | 123-104 |
| 2.º  | Francia   | 1-1    | 7-3      | 15-6 | 122-79  |
| 3.º  | Argentina | 0-2    | 0-10     | 2-20 | 60-122  |

| | Bandera de Francia   | Francia                                  | 5 | 0 | Argentina | Bandera de Argentina |
| --- | -------------------- | ---------------------------------------- | - | - | --------- | -------------------- |
| RAC Arena, Perth, Australia 29 y 30 de diciembre de 2022 |                      |                                          |   |   |           |                      |
| \| 1 \| \| Alizé Cornet \| 6 \| 6 \| \| \| 1 \| \| Lourdes Carlé \| 2 \| 1 \| \| \| 2 \| \| Arthur Rinderknech \| 6 \| 6 \| \| \| 2 \| \| Francisco Cerúndolo \| 4 \| 2 \| \| \| 3 \| \| Caroline Garcia \| 6 \| 6 \| \| \| 3 \| \| Nadia Podoroska \| 2 \| 0 \| \| \| 4 \| \| Adrian Mannarino \| 6 \| 6 \| \| \| 4 \| \| Federico Coria \| 1 \| 0 \| \| \| 5 \| \| Caroline Garcia / Édouard Roger-Vasselin \| 6 \| 6 \| \| \| 5 \| \| Nadia Podoroska / Tomás Etcheverry \| 2 \| 4 \| \| |                      |                                          |   |   |           |                      |
| 1 | Bandera de Francia   | Alizé Cornet                             | 6 | 6 |           |                      |
| 1 | Bandera de Argentina | Lourdes Carlé                            | 2 | 1 |           |                      |
| 2 | Bandera de Francia   | Arthur Rinderknech                       | 6 | 6 |           |                      |
| 2 | Bandera de Argentina | Francisco Cerúndolo                      | 4 | 2 |           |                      |
| 3 | Bandera de Francia   | Caroline Garcia                          | 6 | 6 |           |                      |
| 3 | Bandera de Argentina | Nadia Podoroska                          | 2 | 0 |           |                      |
| 4 | Bandera de Francia   | Adrian Mannarino                         | 6 | 6 |           |                      |
| 4 | Bandera de Argentina | Federico Coria                           | 1 | 0 |           |                      |
| 5 | Bandera de Francia   | Caroline Garcia / Édouard Roger-Vasselin | 6 | 6 |           |                      |
| 5 | Bandera de Argentina | Nadia Podoroska / Tomás Etcheverry       | 2 | 4 |           |                      |

| 1 | Bandera de Francia   | Alizé Cornet                             | 6 | 6 |  |
| 1 | Bandera de Argentina | Lourdes Carlé                            | 2 | 1 |  |
| 2 | Bandera de Francia   | Arthur Rinderknech                       | 6 | 6 |  |
| 2 | Bandera de Argentina | Francisco Cerúndolo                      | 4 | 2 |  |
| 3 | Bandera de Francia   | Caroline Garcia                          | 6 | 6 |  |
| 3 | Bandera de Argentina | Nadia Podoroska                          | 2 | 0 |  |
| 4 | Bandera de Francia   | Adrian Mannarino                         | 6 | 6 |  |
| 4 | Bandera de Argentina | Federico Coria                           | 1 | 0 |  |
| 5 | Bandera de Francia   | Caroline Garcia / Édouard Roger-Vasselin | 6 | 6 |  |
| 5 | Bandera de Argentina | Nadia Podoroska / Tomás Etcheverry       | 2 | 4 |  |

| | Bandera de Croacia   | Croacia                            | 5  | 0 | Argentina | Bandera de Argentina |
| --- | -------------------- | ---------------------------------- | -- | - | --------- | -------------------- |
| RAC Arena, Perth, Australia 31 de diciembre del 2022 y 1 de enero de 2023 |                      |                                    |    |   |           |                      |
| \| 1 \| \| Donna Vekić \| 6 \| 6 \| \| \| 1 \| \| Lourdes Carlé \| 0 \| 4 \| \| \| 2 \| \| Borna Ćorić \| 7 \| 6 \| \| \| 2 \| \| Francisco Cerúndolo \| 5 \| 4 \| \| \| 3 \| \| Petra Martić \| 6 \| 4 \| 6 \| \| 3 \| \| Nadia Podoroska \| 2 \| 6 \| 1 \| \| 4 \| \| Borna Gojo \| 7 \| 6 \| \| \| 4 \| \| Federico Coria \| 65 \| 4 \| \| \| 5 \| \| Tara Würth / Borna Gojo \| 1 \| 6 \| [10] \| \| 5 \| \| Nadia Podoroska / Tomás Etcheverry \| 6 \| 4 \| [4] \| |                      |                                    |    |   |           |                      |
| 1 | Bandera de Croacia   | Donna Vekić                        | 6  | 6 |           |                      |
| 1 | Bandera de Argentina | Lourdes Carlé                      | 0  | 4 |           |                      |
| 2 | Bandera de Croacia   | Borna Ćorić                        | 7  | 6 |           |                      |
| 2 | Bandera de Argentina | Francisco Cerúndolo                | 5  | 4 |           |                      |
| 3 | Bandera de Croacia   | Petra Martić                       | 6  | 4 | 6         |                      |
| 3 | Bandera de Argentina | Nadia Podoroska                    | 2  | 6 | 1         |                      |
| 4 | Bandera de Croacia   | Borna Gojo                         | 7  | 6 |           |                      |
| 4 | Bandera de Argentina | Federico Coria                     | 65 | 4 |           |                      |
| 5 | Bandera de Croacia   | Tara Würth / Borna Gojo            | 1  | 6 | [10]      |                      |
| 5 | Bandera de Argentina | Nadia Podoroska / Tomás Etcheverry | 6  | 4 | [4]       |                      |

| 1 | Bandera de Croacia   | Donna Vekić                        | 6  | 6 |      |
| 1 | Bandera de Argentina | Lourdes Carlé                      | 0  | 4 |      |
| 2 | Bandera de Croacia   | Borna Ćorić                        | 7  | 6 |      |
| 2 | Bandera de Argentina | Francisco Cerúndolo                | 5  | 4 |      |
| 3 | Bandera de Croacia   | Petra Martić                       | 6  | 4 | 6    |
| 3 | Bandera de Argentina | Nadia Podoroska                    | 2  | 6 | 1    |
| 4 | Bandera de Croacia   | Borna Gojo                         | 7  | 6 |      |
| 4 | Bandera de Argentina | Federico Coria                     | 65 | 4 |      |
| 5 | Bandera de Croacia   | Tara Würth / Borna Gojo            | 1  | 6 | [10] |
| 5 | Bandera de Argentina | Nadia Podoroska / Tomás Etcheverry | 6  | 4 | [4]  |

| | Bandera de Francia | Francia                                  | 2  | 3  | Croacia | Bandera de Croacia |
| --- | ------------------ | ---------------------------------------- | -- | -- | ------- | ------------------ |
| RAC Arena, Perth, Australia 2 y 3 de enero de 2023 |                    |                                          |    |    |         |                    |
| \| 1 \| \| Alizé Cornet \| 4 \| 3 \| \| \| \| 1 \| \| Donna Vekić \| 6 \| 6 \| \| \| \| 2 \| \| Arthur Rinderknech \| 61 \| 62 \| \| \| \| 2 \| \| Borna Ćorić \| 7 \| 7 \| \| \| \| 3 \| \| Caroline Garcia \| 79 \| 6 \| \| \| \| 3 \| \| Petra Martić \| 67 \| 4 \| \| \| \| 4 \| \| Adrian Mannarino \| 65 \| 6 \| 65 \| \| \| 4 \| \| Borna Gojo \| 7 \| 3 \| 7 \| \| \| 5 \| \| Jessika Ponchet / Édouard Roger-Vasselin \| 6 \| 6 \| \| \| \| 5 \| \| Petra Marčinko / Matija Pecotić \| 4 \| 4 \| \| \| |                    |                                          |    |    |         |                    |
| 1 | Bandera de Francia | Alizé Cornet                             | 4  | 3  |         |                    |
| 1 | Bandera de Croacia | Donna Vekić                              | 6  | 6  |         |                    |
| 2 | Bandera de Francia | Arthur Rinderknech                       | 61 | 62 |         |                    |
| 2 | Bandera de Croacia | Borna Ćorić                              | 7  | 7  |         |                    |
| 3 | Bandera de Francia | Caroline Garcia                          | 79 | 6  |         |                    |
| 3 | Bandera de Croacia | Petra Martić                             | 67 | 4  |         |                    |
| 4 | Bandera de Francia | Adrian Mannarino                         | 65 | 6  | 65      |                    |
| 4 | Bandera de Croacia | Borna Gojo                               | 7  | 3  | 7       |                    |
| 5 | Bandera de Francia | Jessika Ponchet / Édouard Roger-Vasselin | 6  | 6  |         |                    |
| 5 | Bandera de Croacia | Petra Marčinko / Matija Pecotić          | 4  | 4  |         |                    |

| 1 | Bandera de Francia | Alizé Cornet                             | 4  | 3  |    |  |
| 1 | Bandera de Croacia | Donna Vekić                              | 6  | 6  |    |  |
| 2 | Bandera de Francia | Arthur Rinderknech                       | 61 | 62 |    |  |
| 2 | Bandera de Croacia | Borna Ćorić                              | 7  | 7  |    |  |
| 3 | Bandera de Francia | Caroline Garcia                          | 79 | 6  |    |  |
| 3 | Bandera de Croacia | Petra Martić                             | 67 | 4  |    |  |
| 4 | Bandera de Francia | Adrian Mannarino                         | 65 | 6  | 65 |  |
| 4 | Bandera de Croacia | Borna Gojo                               | 7  | 3  | 7  |  |
| 5 | Bandera de Francia | Jessika Ponchet / Édouard Roger-Vasselin | 6  | 6  |    |  |
| 5 | Bandera de Croacia | Petra Marčinko / Matija Pecotić          | 4  | 4  |    |  |

## Fase eliminatoria
| Ciudad anfitriona | Países participantes           | Resultado |
| ----------------- | ------------------------------ | --------- |
| Perth             | Grecia vs. Croacia             | 3-2       |
| Brisbane          | Polonia vs. Italia             | 3-2       |
| Sídney            | Estados Unidos vs. Reino Unido | 4-1       |

- Los tres ganadores avanzarán a las semifinales junto con un finalista de la ciudad anfitriona perdedora con el mejor registro de sus tres partidos.

### Final de Perth
| | Bandera de Grecia  | Grecia                             | 3  | 2  | Croacia | Bandera de Croacia |
| --- | ------------------ | ---------------------------------- | -- | -- | ------- | ------------------ |
| RAC Arena, Perth, Australia 4 de enero de 2023 |                    |                                    |    |    |         |                    |
| \| 1 \| \| Despina Papamichail \| 2 \| 0 \| \| \| 1 \| \| Donna Vekić \| 6 \| 6 \| \| \| 2 \| \| Stefanos Tsitsipas \| 6 \| 64 \| 7 \| \| 2 \| \| Borna Ćorić \| 0 \| 7 \| 5 \| \| 3 \| \| María Sákkari \| 6 \| 6 \| \| \| 3 \| \| Petra Martić \| 3 \| 3 \| \| \| 4 \| \| Stefanos Sakellaridis \| 4 \| 2 \| \| \| 4 \| \| Borna Gojo \| 6 \| 6 \| \| \| 5 \| \| María Sákkari / Stefanos Tsitsipas \| 78 \| 6 \| \| \| 5 \| \| Petra Martić / Borna Gojo \| 6 \| 4 \| \| |                    |                                    |    |    |         |                    |
| 1 | Bandera de Grecia  | Despina Papamichail                | 2  | 0  |         |                    |
| 1 | Bandera de Croacia | Donna Vekić                        | 6  | 6  |         |                    |
| 2 | Bandera de Grecia  | Stefanos Tsitsipas                 | 6  | 64 | 7       |                    |
| 2 | Bandera de Croacia | Borna Ćorić                        | 0  | 7  | 5       |                    |
| 3 | Bandera de Grecia  | María Sákkari                      | 6  | 6  |         |                    |
| 3 | Bandera de Croacia | Petra Martić                       | 3  | 3  |         |                    |
| 4 | Bandera de Grecia  | Stefanos Sakellaridis              | 4  | 2  |         |                    |
| 4 | Bandera de Croacia | Borna Gojo                         | 6  | 6  |         |                    |
| 5 | Bandera de Grecia  | María Sákkari / Stefanos Tsitsipas | 78 | 6  |         |                    |
| 5 | Bandera de Croacia | Petra Martić / Borna Gojo          | 6  | 4  |         |                    |

### Final de Brisbane
| | Bandera de Polonia | Polonia                            | 3 | 2 | Italia | Bandera de Italia |
| --- | ------------------ | ---------------------------------- | - | - | ------ | ----------------- |
| Pat Rafter Arena, Brisbane, Australia 4 de enero de 2023 |                    |                                    |   |   |        |                   |
| \| 1 \| \| Daniel Michalski \| 1 \| 1 \| \| \| 1 \| \| Lorenzo Musetti \| 6 \| 6 \| \| \| 2 \| \| Iga Świątek \| 6 \| 6 \| \| \| 2 \| \| Martina Trevisan \| 2 \| 4 \| \| \| 3 \| \| Hubert Hurkacz \| 4 \| 6 \| 3 \| \| 3 \| \| Matteo Berrettini \| 6 \| 3 \| 6 \| \| 4 \| \| Magda Linette \| 6 \| 6 \| \| \| 4 \| \| Lucia Bronzetti \| 1 \| 2 \| \| \| 5 \| \| Iga Świątek / Hubert Hurkacz \| 6 \| 6 \| \| \| 5 \| \| Camila Rosatello / Lorenzo Musetti \| 1 \| 2 \| \| |                    |                                    |   |   |        |                   |
| 1 | Bandera de Polonia | Daniel Michalski                   | 1 | 1 |        |                   |
| 1 | Bandera de Italia  | Lorenzo Musetti                    | 6 | 6 |        |                   |
| 2 | Bandera de Polonia | Iga Świątek                        | 6 | 6 |        |                   |
| 2 | Bandera de Italia  | Martina Trevisan                   | 2 | 4 |        |                   |
| 3 | Bandera de Polonia | Hubert Hurkacz                     | 4 | 6 | 3      |                   |
| 3 | Bandera de Italia  | Matteo Berrettini                  | 6 | 3 | 6      |                   |
| 4 | Bandera de Polonia | Magda Linette                      | 6 | 6 |        |                   |
| 4 | Bandera de Italia  | Lucia Bronzetti                    | 1 | 2 |        |                   |
| 5 | Bandera de Polonia | Iga Świątek / Hubert Hurkacz       | 6 | 6 |        |                   |
| 5 | Bandera de Italia  | Camila Rosatello / Lorenzo Musetti | 1 | 2 |        |                   |

### Final de Sídney
| | Bandera de Estados Unidos | Estados Unidos                | 4 | 1 | Reino Unido | Bandera del Reino Unido |
| --- | ------------------------- | ----------------------------- | - | - | ----------- | ----------------------- |
| Ken Rosewall Arena, Sídney, Australia 4 de enero de 2023 |                           |                               |   |   |             |                         |
| \| 1 \| \| Madison Keys \| 2 \| 6 \| 6 \| \| 1 \| \| Katie Swan \| 6 \| 3 \| 4 \| \| 2 \| \| Taylor Fritz \| 4 \| 7 \| 4 \| \| 2 \| \| Cameron Norrie \| 6 \| 5 \| 6 \| \| 3 \| \| Jessica Pegula \| 6 \| 6 \| \| \| 3 \| \| Harriet Dart \| 2 \| 0 \| \| \| 4 \| \| Frances Tiafoe \| 3 \| 7 \| 6 \| \| 4 \| \| Daniel Evans \| 6 \| 5 \| 3 \| \| 5 \| \| Jessica Pegula / Taylor Fritz \| 6 \| 6 \| \| \| 5 \| \| Harriet Dart / Daniel Evans \| 4 \| 4 \| \| |                           |                               |   |   |             |                         |
| 1 | Bandera de Estados Unidos | Madison Keys                  | 2 | 6 | 6           |                         |
| 1 | Bandera del Reino Unido   | Katie Swan                    | 6 | 3 | 4           |                         |
| 2 | Bandera de Estados Unidos | Taylor Fritz                  | 4 | 7 | 4           |                         |
| 2 | Bandera del Reino Unido   | Cameron Norrie                | 6 | 5 | 6           |                         |
| 3 | Bandera de Estados Unidos | Jessica Pegula                | 6 | 6 |             |                         |
| 3 | Bandera del Reino Unido   | Harriet Dart                  | 2 | 0 |             |                         |
| 4 | Bandera de Estados Unidos | Frances Tiafoe                | 3 | 7 | 6           |                         |
| 4 | Bandera del Reino Unido   | Daniel Evans                  | 6 | 5 | 3           |                         |
| 5 | Bandera de Estados Unidos | Jessica Pegula / Taylor Fritz | 6 | 6 |             |                         |
| 5 | Bandera del Reino Unido   | Harriet Dart / Daniel Evans   | 4 | 4 |             |                         |

#### Segundos clasificados
| Pos. | País        | G | P | Partidos | Sets  | Juegos  |
| ---- | ----------- | - | - | -------- | ----- | ------- |
| 1.º  | Italia      | 2 | 1 | 10-5     | 21-12 | 156-142 |
| 2.º  | Croacia     | 2 | 1 | 10-5     | 21-13 | 175-156 |
| 3.º  | Reino Unido | 2 | 1 | 8-7      | 19-19 | 176-177 |

### Rondas finales
|  | Semifinales    | Semifinales    | Semifinales    |        |                | Final          | Final      | Final      |  |
|  | 6 y 7 de enero | 6 y 7 de enero | 6 y 7 de enero |        |                | 8 de enero     | 8 de enero | 8 de enero |  |
|  |                |                |                |        |                |                |            |            |  |
|  |                |                |                |        |                |                |            |            |  |
|  | Polonia        | Polonia        | 0              |        |                |                |            |            |  |
|  | Polonia        | Polonia        | 0              |        |                |                |            |            |  |
|  | Estados Unidos | Estados Unidos | 5              |        |                |                |            |            |  |
|  | Estados Unidos | Estados Unidos | 5              |        | Estados Unidos | Estados Unidos | 4          |            |  |
|  |                |                |                |        | Estados Unidos | Estados Unidos | 4          |            |  |
|  |                |                | Italia         | Italia | 0              |                |            |            |  |
|  | Grecia         | Grecia         | Italia         | Italia | 0              | 1              |            |            |  |
|  | Grecia         | Grecia         |                |        |                | 1              |            |            |  |
|  | Italia         | Italia         | 4              |        |                |                |            |            |  |
|  | Italia         | Italia         | 4              |        |                |                |            |            |  |
|  |                |                |                |        |                |                |            |            |  |

### Semifinales
| | Bandera de Polonia        | Polonia                        | 0  | 5  | Estados Unidos | Bandera de Estados Unidos |
| --- | ------------------------- | ------------------------------ | -- | -- | -------------- | ------------------------- |
| Ken Rosewall Arena, Sídney, Australia 6 y 7 de enero de 2023 |                           |                                |    |    |                |                           |
| \| 1 \| \| Iga Świątek \| 2 \| 2 \| \| \| 1 \| \| Jessica Pegula \| 6 \| 6 \| \| \| 2 \| \| Kacper Żuk \| 3 \| 3 \| \| \| 2 \| \| Frances Tiafoe \| 6 \| 6 \| \| \| 3 \| \| Hubert Hurkacz \| 65 \| 65 \| \| \| 3 \| \| Taylor Fritz \| 7 \| 7 \| \| \| 4 \| \| Magda Linette \| 4 \| 2 \| \| \| 4 \| \| Madison Keys \| 6 \| 6 \| \| \| 5 \| \| Alicja Rosolska / Łukasz Kubot \| 7 \| 4 \| [6] \| \| 5 \| \| Jessica Pegula / Taylor Fritz \| 65 \| 6 \| [10] \| |                           |                                |    |    |                |                           |
| 1 | Bandera de Polonia        | Iga Świątek                    | 2  | 2  |                |                           |
| 1 | Bandera de Estados Unidos | Jessica Pegula                 | 6  | 6  |                |                           |
| 2 | Bandera de Polonia        | Kacper Żuk                     | 3  | 3  |                |                           |
| 2 | Bandera de Estados Unidos | Frances Tiafoe                 | 6  | 6  |                |                           |
| 3 | Bandera de Polonia        | Hubert Hurkacz                 | 65 | 65 |                |                           |
| 3 | Bandera de Estados Unidos | Taylor Fritz                   | 7  | 7  |                |                           |
| 4 | Bandera de Polonia        | Magda Linette                  | 4  | 2  |                |                           |
| 4 | Bandera de Estados Unidos | Madison Keys                   | 6  | 6  |                |                           |
| 5 | Bandera de Polonia        | Alicja Rosolska / Łukasz Kubot | 7  | 4  | [6]            |                           |
| 5 | Bandera de Estados Unidos | Jessica Pegula / Taylor Fritz  | 65 | 6  | [10]           |                           |

| | Bandera de Grecia | Grecia                                        | 1 | 4  | Italia | Bandera de Italia |
| --- | ----------------- | --------------------------------------------- | - | -- | ------ | ----------------- |
| Ken Rosewall Arena, Sídney, Australia 6 y 7 de enero de 2023 |                   |                                               |   |    |        |                   |
| \| 1 \| \| María Sákkari \| 3 \| 7 \| 5 \| \| 1 \| \| Martina Trevisan \| 6 \| 64 \| 7 \| \| 2 \| \| Stefanos Sakellaridis \| 1 \| 1 \| \| \| 2 \| \| Lorenzo Musetti \| 6 \| 6 \| \| \| 3 \| \| Stefanos Tsitsipas \| 4 \| 7 \| 6 \| \| 3 \| \| Matteo Berrettini \| 6 \| 62 \| 4 \| \| 4 \| \| Valentini Grammatikopoulou \| 2 \| 3 \| \| \| 4 \| \| Lucia Bronzetti \| 6 \| 6 \| \| \| 5 \| \| Valentini Grammatikopoulou / Petros Tsitsipas \| 3 \| 6 \| [5] \| \| 5 \| \| Camila Rosatello / Andrea Vavassori \| 6 \| 4 \| [10] \| |                   |                                               |   |    |        |                   |
| 1 | Bandera de Grecia | María Sákkari                                 | 3 | 7  | 5      |                   |
| 1 | Bandera de Italia | Martina Trevisan                              | 6 | 64 | 7      |                   |
| 2 | Bandera de Grecia | Stefanos Sakellaridis                         | 1 | 1  |        |                   |
| 2 | Bandera de Italia | Lorenzo Musetti                               | 6 | 6  |        |                   |
| 3 | Bandera de Grecia | Stefanos Tsitsipas                            | 4 | 7  | 6      |                   |
| 3 | Bandera de Italia | Matteo Berrettini                             | 6 | 62 | 4      |                   |
| 4 | Bandera de Grecia | Valentini Grammatikopoulou                    | 2 | 3  |        |                   |
| 4 | Bandera de Italia | Lucia Bronzetti                               | 6 | 6  |        |                   |
| 5 | Bandera de Grecia | Valentini Grammatikopoulou / Petros Tsitsipas | 3 | 6  | [5]    |                   |
| 5 | Bandera de Italia | Camila Rosatello / Andrea Vavassori           | 6 | 4  | [10]   |                   |

### Final
| | Bandera de Estados Unidos | Estados Unidos                       | 4         | 0  | Italia | Bandera de Italia |
| --- | ------------------------- | ------------------------------------ | --------- | -- | ------ | ----------------- |
| Ken Rosewall Arena, Sídney, Australia 8 de enero de 2023 |                           |                                      |           |    |        |                   |
| \| 1 \| \| Jessica Pegula \| 6 \| 6 \| \| \| 1 \| \| Martina Trevisan \| 4 \| 2 \| \| \| 2 \| \| Frances Tiafoe \| 6 \| \| \| \| 2 \| \| Lorenzo Musetti \| 2r \| \| \| \| 3 \| \| Taylor Fritz \| 7 \| 78 \| \| \| 3 \| \| Matteo Berrettini \| 64 \| 6 \| \| \| 4 \| \| Madison Keys \| 6 \| 6 \| \| \| 4 \| \| Lucia Bronzetti \| 3 \| 2 \| \| \| 5 \| \| Jessica Pegula / Taylor Fritz \| No \| \| \| \| 5 \| \| Martina Trevisan / Matteo Berrettini \| disputado \| \| \| |                           |                                      |           |    |        |                   |
| 1 | Bandera de Estados Unidos | Jessica Pegula                       | 6         | 6  |        |                   |
| 1 | Bandera de Italia         | Martina Trevisan                     | 4         | 2  |        |                   |
| 2 | Bandera de Estados Unidos | Frances Tiafoe                       | 6         |    |        |                   |
| 2 | Bandera de Italia         | Lorenzo Musetti                      | 2r        |    |        |                   |
| 3 | Bandera de Estados Unidos | Taylor Fritz                         | 7         | 78 |        |                   |
| 3 | Bandera de Italia         | Matteo Berrettini                    | 64        | 6  |        |                   |
| 4 | Bandera de Estados Unidos | Madison Keys                         | 6         | 6  |        |                   |
| 4 | Bandera de Italia         | Lucia Bronzetti                      | 3         | 2  |        |                   |
| 5 | Bandera de Estados Unidos | Jessica Pegula / Taylor Fritz        | No        |    |        |                   |
| 5 | Bandera de Italia         | Martina Trevisan / Matteo Berrettini | disputado |    |        |                   |